# Öykü Karayel
Öykü Karayel (* 20. August 1990 in Istanbul) ist eine türkische Schauspielerin. Bekannt wurde sie durch ihre Hauptrolle als Meryem in der Netflix-Serie Bir Başkadır.

## Leben und Karriere
Öykü Karayel wurde 1990 in Istanbul geboren und absolvierte die Çemberlitaş Girls High School. Sie hat eine Zwillingsschwester. Nach einer kurzen Ausbildung am Kenter Theater trat sie 2007 in die Theaterabteilung des Staatlichen Konservatoriums der Universität Istanbul ein. Ihr Auftritt in einem Theaterstück im Theater Krek machte Drehbuchautor Ece Yörenç auf sie aufmerksam. Zu der Zeit suchte er einen neuen Schauspieler für die TV-Serie Kuzey Güney, um die Figur Cemre zu spielen, und sie wurde dafür ausgewählt. Ende Juni 2017 begann sie in einer TV-Serie namens Kalp Atışı die Rolle von Eylül Erdem zu spielen.
In der 2020 erschienenen Netflix-Serie Bir Başkadır spielt sie die Hauptfigur Meryem.
Seit 2018 ist sie mit dem türkischen Sänger Can Bonomo verheiratet.

## Filmografie
- 2011–2013: Kuzey Güney (Serie)
- 2014/15: Kara Para Ask (Serie)
- 2015: Bulantı (Film)
- 2016: Toz (Film)
- 2016 Muhteşem Yüzyıl: Kösem (Serie)
- 2017/18: Kalp Atışı (Serie)
- 2017: İşe Yarar Bir Şey (Film)
- 2018: Put Şeylere (Film)
- 2018/19: Muhteşem Ikili (Serie)
- 2019: Jet Sosyete (Serie)
- 2020: Bir Başkadır – Acht Menschen in Istanbul (Serie)
- 2021: Kaderimin Oyunu  (Serie)
- 2025: Umami (Film)